# خانواده وایت
گروه وایات فَمیلی (خانواده وایات) (به انگلیسی: The Wyatt Family)، یک گروه کشتی حرفه‌ای در کمپانی دبلیودبلیوئی بود  و از بری وایت (رهبر گروه)، لوک هارپر و اِریک روئِن تشکیل شده‌است. این گروه با سوپراستاران زیادی درگیری داشته‌است از جمله این سوپراستان کین-دمیز-سی ام پانک-دنیل براین-برادران اوسو-کودی رودز و گلداست-گروه شیلد-شیمس و جان سینا و برداران ویرانگر اندتیکر و کین. 
بعد از جدا شدن اریک روئن، مدتی بعد لوک هارپر مجدد با بری متحد شد. پس از آن هم عضو جدید خانواده در راو ۲۴ اوت ۲۰۱۵ وارد شد: براون اِسترومَن. سپس قبل هل این ا سل اریک روئن دوباره به گروه بازگشت تا خانوادهٔ وایت تیمی ۴ نفره بشود. سپس استرومن ازگروه جداشد وعضوجدیدرندی اورتن به گروه ملحق شد.این گروه سرانجام با با انتقال بری وایت به کمپانی راو فرو پاشیده شد و اعضای این گروه به طور مستقل فعالیت کردند. چهار ماه بعد از فرو پاشی این گروه لوک هارپر و اریک روون تگ تیم جداگانه ای به نام برادران بلادجن تشکیل دادند. هم اکنون دو فرد از این گروه به نام های بری وایت و لوک هارپر درگذشتند.